# Henry Christy
Henry Christy   (Kingston-upon-Thames, 26 de juliol de 1810 - Lapalisse, 4 de maig de 1865) va ser un etnòleg anglès.
Va néixer a Kingston-upon-Thames. El 1850, començà una sèrie de viatges per fer estudis etnològics centrats en l'ésser humà primitiu. Les seves troballes estan actualment al Museu Britànic.
El 1858, arran dels estudis arqueològics de Boucher de Perthes, es va unir amb el seu amic Édouard Lartet per excavar la vall del riu Vzre, afluent del riu Dordonya i, el 1868, van descobrir-hi les restes de l'humà de Cro-Magnon a la cova de Les Eyzies.
Va morir d'una pulmonia, resultat de les condicions de l'excavació de la cova La Palisse.